# Arthur Gradin
Arthur Francisco Gradin (ur. 10 sierpnia 1998 w Novo Hamburgo) – brazylijski piłkarz występujący na pozycji napastnika w Pogoni Prudnik.
Do 2017 występował w niemieckim klubie NFV Gelb-Weiß Görlitz 09. Następnie przeszedł do włoskiego A.S.D. Anziolavinio. W 2018 dołączył do klubu Cruzeiro EC grającego w najwyższej brazylijskiej lidze Campeonato Brasileiro Série A. W 2019 przeszedł do Pogoni Prudnik.